# Scoutcentrum Zeeland
Scoutcentrum Zeeland is een kampeerterrein voor Scouts aangesloten bij Scouting Nederland, Scouts en Gidsen Vlaanderen, Federatie Open Scoutisme of een andere erkende (WOSM, WAGGGS, ISGF) buitenlandse scouting-organisatie. Het Scoutcentrum ligt aan het Veerse Meer in Veere (gemeente) en ligt voor een klein deel in Middelburg (gemeente).

## Geschiedenis
In 1970 werd het Scoutcentrum Zeeland geopend, nadat al sinds de jaren 50  Zeeuwse Padvindersleiders en - bestuurders druk bezig waren een terrein te verwerven voor de Padvinderij, zoals Scouting vroeger werd genoemd. Hiervoor werd de Stichting Scout Centrum Zeeland opgericht. Het Scoutcentrum Zeeland wordt (nog steeds) uitsluitend door vrijwilligers gerund.

## Het terrein
Het Scoutcentrum Zeeland bestaat uit twee kampeerterreinen met verschillende velden en een gebouw.
WaterkantHet hoofdterrein De Waterkant is 8 ha groot. Dit terrein is direct gelegen aan de oever van het Veerse Meer. Hier staat de accommodatie, het Hopman Vernielhuis. De Waterkant is verdeeld in 16 kampeervelden van verschillende groottes. Sommige velden zijn verdeeld in een noordelijke en een zuidelijke helft en kunnen eventueel door verschillende groepen worden gebruikt.
Het PoldertjeHet tweede terrein wordt aangeduid als Het Poldertje. Dit terrein is 2 ha groot en wordt aan drie zijden omringd door dijken, waardoor het terrein beschut ligt tegen de wind. Het terrein is ingedeeld in een aantal door bos omzoomde kleinere kampeervelden en een speelveld. Op het terrein zijn sanitaire voorzieningen en een kampvuurplaats aanwezig.
Hopman VernielhuisHet Hopman Vernielhuis is in 2011 geopend. Het gebouw heeft zowel aan de voor- als aan de achterzijde een overdekt terras en ligt aan een groot speelveld.